# Izazivanje
Izazivanje ili latinizam provokacija (iz latinskoga: provocare; pro = za + vocare = izazvati) označava ciljano uzrokovanje ponašanja, ili odgovora drugih osoba. Pri tome provokator svjesno ili nesvjesno izaziva osobe ili skupine da bi oni reagirali pokazivanjem tendencijalno željenog ponašanja. 
Provokacije su u svakodnevno životu česta pojava, koja se oglašava pretjerivanjem ili kršenjem pravila ljudskoga ponašanja, sa svrhom izazivanja određenih reakcija.
Provokacije također mogu biti uzrokovane od strane Agenta provokatora sa svrhom potpaljivanja s ciljem izazivanja eskalacija (na primjer kod demonstracija) ili štrajka, u vojnim sukobu, u medijama itd. 